# Rajd Costa Smeralda 1990
Rajd Costa Smeralda 1990 (13. Rally Costa Smeralda) – 13 edycja rajdu samochodowego Rajd Costa Smeralda rozgrywanego we Włoszech. Rozgrywany był od 3 do 7 kwietnia 1990 roku. Była to jedenasta runda Rajdowych Mistrzostw Europy w roku 1990 (rajd miał najwyższy współczynnik - 20) oraz czwarta runda Rajdowych Mistrzostw Włoch.

## Klasyfikacja rajdu
| Miejsce                      | Kierowca                     | Pilot                        | Samochód                     | Czas                         | Strata                       |                              |
| Klasyfikacja generalna i ERC | Klasyfikacja generalna i ERC | Klasyfikacja generalna i ERC | Klasyfikacja generalna i ERC | Klasyfikacja generalna i ERC | Klasyfikacja generalna i ERC | Klasyfikacja generalna i ERC |
| ---------------------------- | ---------------------------- | ---------------------------- | ---------------------------- | ---------------------------- | ---------------------------- | ---------------------------- |
| 1.                           | Dario Cerrato                | Giuseppe Cerri               | Lancia Delta Integrale 16V   | 4:35:43                      | 0.0                          |                              |
| 2.                           | Piero Liatti                 | Luciano Tedeschini           | Lancia Delta Integrale 16V   | 4:37:04                      | +1:21                        |                              |
| 3.                           | Patrick Snijers              | Dany Colebunders             | Toyota Celica GT-4 (ST165)   | 4:37:08                      | +1:25                        |                              |
| 4.                           | Yves Loubet                  | Jean-Paul Chiaroni           | Lancia Delta Integrale 16V   | 4:37:34                      | +1:51                        |                              |
| 5.                           | Piergiorgio Deila            | Pierangelo Scalvini          | Lancia Delta Integrale 16V   | 4:41:54                      | +6:11                        |                              |
| 6.                           | Erwin Weber                  | Matthias Feltz               | Volkswagen Golf G60 Rallye   | 4:43:21                      | +7:38                        |                              |
| 7.                           | Paolo Alessandrini           | Alessandro Alessandrini      | Lancia Delta Integrale 16V   | 4:48:17                      | +12:34                       |                              |
| 8.                           | Michele Gregis               | Fabio Ciceri                 | Lancia Delta Integrale 16V   | 4:50:56                      | +15:13                       |                              |
| 9.                           | Robert Droogmans             | Ronny Joosten                | Lancia Delta Integrale 16V   | 4:59:49                      | +24:06                       |                              |
| 10.                          | Giovanni Del Zoppo           | Andrea Pietro Renzo Nicoli   | Lancia Delta Integrale 16V   | 5:01:44                      | +26:01                       |                              |